# John Renbourn
John Renbourn était un guitariste britannique né le 8 août 1944 à Marylebone (nord de Londres, Angleterre) et décédé le 26 mars 2015 à Hawick (Écosse). Guitariste, auteur-compositeur britannique, John Renbourn est mieux connu du public britannique pour ses collaborations avec le guitariste Bert Jansch, ainsi que pour son travail au sein du groupe folk Pentangle, mais a toujours mené une carrière solo avant, pendant et après l'activité du groupe (1967-1973). À ce titre, il est considéré comme l'un des principaux inventeurs du folk baroque (en), ou blues baroque, mouvement musical éphémère des années soixante qui, à la suite de Davey Graham, tenta de complexifier des structures mélodiques et rythmiques issues du folk-blues américain en leur adjoignant des harmonies et des contrepoints issus de l'héritage classique européen.

## Carrière
John Renbourn a étudié la guitare classique à l'école, et c'est pendant cette période qu'il a fait la connaissance de la musique ancienne. Dans les années 1950, il fut grandement inspiré par l'originalité décalée du Skiffle et ce fut pour lui l'occasion d'explorer le travail d'artistes tels que Leadbelly, Josh White et Big Bill Broonzy.
Au début des années 1960, la mode populaire était au rhythm and blues, dont se réclamaient des groupes tels que les Rolling stones. Cette émergence de la musique noire américaine au Royaume-Uni tient beaucoup à l'influence de guitaristes acoustiques tels que Davey Graham. En 1961, Renbourn a ainsi tourné dans le sud-ouest des États-Unis avec Mac MacLeod, tour de chant répété en 1963. Pendant ses études au Kingston School of Art de Londres, Renbourn fit brièvement partie d'un groupe de rhythm and blues. Alors que naissait le British 'Folk Revival', la plupart des clubs folk de Londres se tournèrent vers la musique traditionnelle, et les chansons folk accompagnées à la guitare n'étaient souvent pas les bienvenues. Seule the Roundhouse fit preuve de plus de tolérance, et John Renbourn rejoignit la chanteuse Blues et Gospel Dorris Henderson, en tant qu'accompagnateur à la guitare. De leur collaboration naquirent deux albums. Sans doute son apparition la plus célèbre sur la scène folk contemporaine des années 1960 eut-elle lieu chez "Les Cousins" dans la Greek Street de Soho à Londres, devenu le point de rencontre des guitaristes et auteurs-compositeurs, souvent interprètes de l'époque, en Angleterre et en Amérique.
Vers 1963 Renbourn fit équipe avec le guitariste Bert Jansch qui, venu d'Édimbourg, découvrait Londres ; ensemble ils créèrent un duo au style particulièrement original qui fut l'acte de naissance du folk baroque, et leur premier album, Bert and John (1966), tient de l'expérimentation : « Nous avions tenté de développer notre pensée [dans cet album], mais ce fut en grande partie une jam), se souvient Bert Jansch »
John Renbourn a sorti plusieurs albums sur le label Transatlantic dans les années 1960. Dans les deux premiers, "John Renbourn" et "Another monday", il déploie l'idée d'un blues-folk où la guitare, intégralement soliste, oppose des contrepoints syncopées sur des harmonies complexes. Les deux suivants, "Sir John Alot" et "Lady And The Unicorn", marquent un tournant dans son style. Tout en conservant un certain « swing » issu du blues, il y incorpore des compositions fortement marquées par la musique pour luth de l'époque élizabéthaine, voire par la polyphonie médiévale. Certaines de ces compositions intègrent d'autres instrumentistes, dont le flûtiste et multi-instrumentiste Tony Roberts et le percussionniste Terry Cox. En 1967, il joue la guitare sur le premier album de David Bowie, tout simplement intitulé David Bowie sorti en Juin de cette même année. 
C'est à peu près à cette époque qu'il rencontre Jacqui McShee, chanteuse de chansons anglaises traditionnelles. Rejoints par Bert Jansch, le contrebassiste Danny Thompson et le batteur Terry Cox, ils forment Pentangle. Le groupe connut un très grand succès, sillonnant l'Amérique en 1968, du Carnegie Hall au Newport Folk Festival.
Parallèlement, John Renbourn a continué à enregistrer des albums solo dans les années 1970 et 1980. Deux d'entre eux, Faro Annie et The Lost Tapes – un album enregistré en 1972 mais qui, à la suite de la mystérieuse disparition des bandes qui donne son titre définitif à l'album, n'est publié qu'en 2004 – poursuivent la veine anglo-américaine de la chanson folk.
Avec The Hermit (1976) s'ouvre une nouvelle époque dans la trajectoire musicale de John Renbourn. Il s'affirme dorénavant comme essentiellement instrumentiste, arrangeur et compositeur, et ne chante plus qu'exceptionnellement. Il utilise les possibilités offertes par la scordatura pour approfondir encore sa recherche instrumentale ; les airs traditionnels, anglais, irlandais ou écossais qu'il arrange deviennent prétextes à des sophistications et à des développements d'une grande virtuosité.  The Black Balloon (1979) et The Nine Maidens (1986) poursuivent cette veine tandis que, parallèlement, se fonde le John Renbourn Group, autour de John Renbourn, Tony Roberts et Jacqui Mc Shee, une petite formation qui donnera naissance à deux albums où le chant, porté par Jacqui Mc Shee, retrouve une place importante. 
Dans le même temps, à la suite d'un hasard de programmation, John Renbourn se voit collaborer avec le guitariste américain Stefan Grossman, et trois albums naissent de cette rencontre inattendue.
Au milieu de la décennie 1980, Renbourn est retourné à l'université pour passer l'équivalent d'un master de composition classique, et depuis lors il se concentre sur la composition de musique de cinéma, tout en continuant à donner des concerts de guitare.
Renbourn continue à enregistrer et se produire sur scène. En 2005 il a fait une tournée au Japon (sa cinquième dans le pays) en compagnie de Tokio Uchida et Woody Mann. En 2006, il s'est produit quelques fois en Angleterre, ainsi qu'en compagnie de Robin Williamson et Jacqui McShee. La même année, il a travaillé à un nouvel album solo et collaboré avec Clive Carroll pour la bande originale du film Driving Lessons, réalisé par Jeremy Brock. John Renbourn fit partie des chanteurs invités à se représenter lors du 65e anniversaire de Derroll Adams, fêté à Courtrai

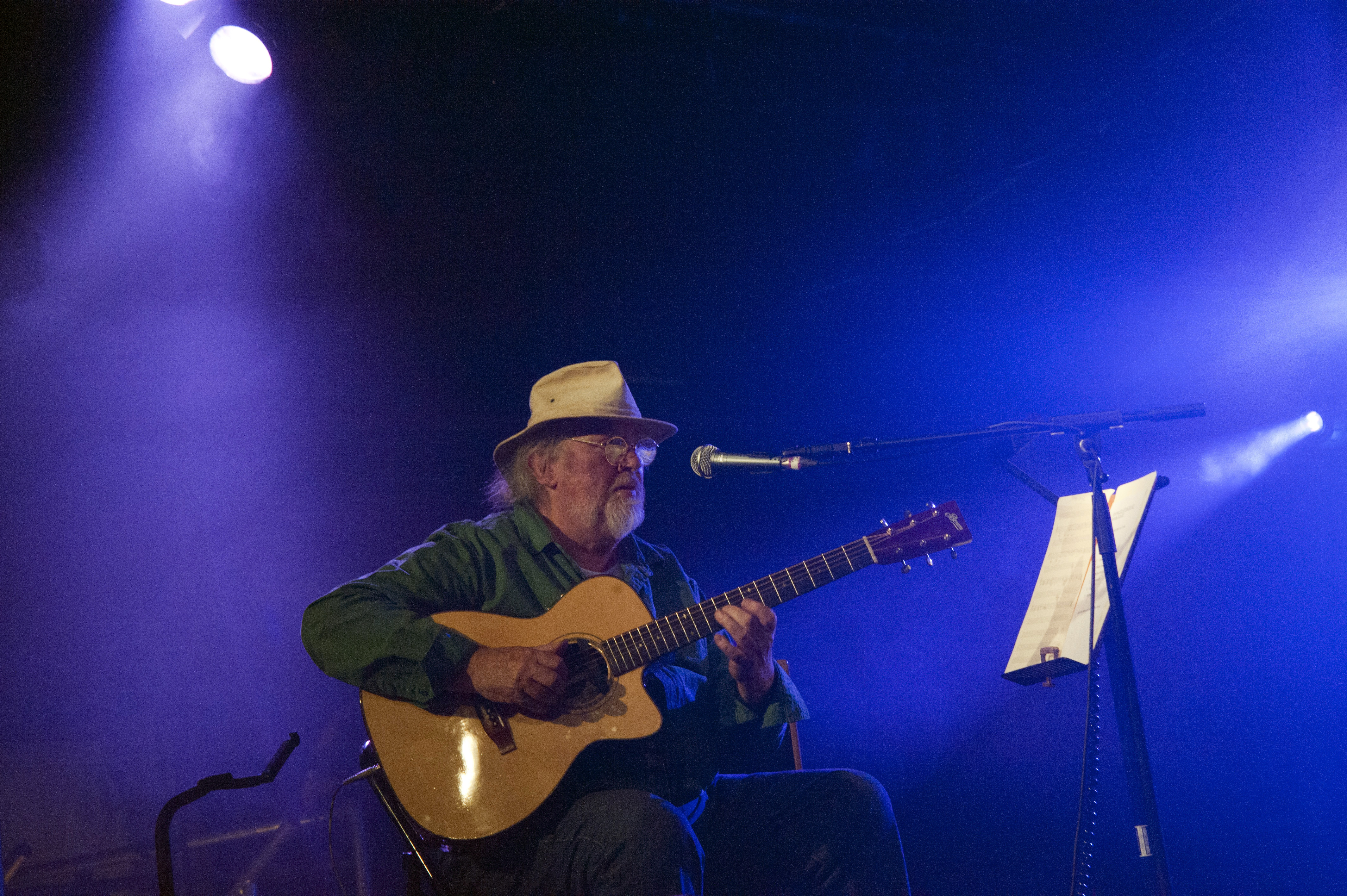
Renbourn en 2011

## Guitares
Dans les premiers enregistrements de Renbourn, celui-ci utilisait une guitar Scarth. Les Scarths étaient des guitares fabriquées en Angleterre caractérisées par une construction en érable ainsi que par un ensemble cordier et chevalet flottant et une table bombée (comme pour la plupart des guitares jazz) mais pourvue d'une ouïe arrondie ; la guitare en question est visible sur la pochette de l'album John Renbourn sorti en 1965.
Au milieu des années 1960, il fait l'acquisition d'une Gibson J-50. C'est la guitare acoustique qu'il utilisera le plus jusque dans la première moitié des années 1970 : on peut le voir en jouer sur la pochette de l'album Another Monday de 1966. Tout au long de cette période, il a également joué sur une Gibson ES-335 "dot", guitare semi-acoustique.
On peut le voir également muni d'une Knight (luthier Britannique) de type jumbo, sur la pochette de l'album "Faro Annie"
Au milieu des années 1970, Renbourn fait l'acquisition d'une Guild D-55 rouge, qu'il emploiera sur plusieurs albums, et notamment lors de ces collaborations avec Stefan Grossman. Vers la fin de la même décennie, il voit la guitare Franklin de Grossman, et commence à utiliser une guitare Franklin OM, se basant sur le style des guitares Martin OM, fabriquées par Nick Kukich, fondateur de la Franklin guitar company. Renbourn a continué avec la même guitare et autres instruments de style OM, ceux que fabriquait Ralph Bown en 1985.

## Discographie

### Albums solo
- John Renbourn (1965)
- Another Monday (1966)
- Sir John A Lot of Merry Englandes Musyk Thynge and ye Grene Knyghte (1968)
- The Lady and the Unicorn (1970)
- Faro Annie (1972)
- So Clear (1973)
- Heads and Tails (1973)
- The Guitar of John Renbourn (1976, released 2005, aka The Guitar Artistry of John Renbourn)
- The Hermit (1976)
- The Black Balloon (1979)
- One Morning Very Early (1979)
- Under the Volcano (1980)
- Enchanted Garden (1980)
- The Nine Maidens (1986)
- Shines Bright (1987)
- Folk Blues of John Renbourn (1988)
- Medieval Almanac (1989)
- Will the Circle Be Unbroken (1995)
- Lost Sessions (1996)
- Traveller's Prayer (1998)
- Palermo Snow (2011)

### Albums en groupe
Avec le John Renbourn Group
- A Maid in Bedlam (1977)
- The Enchanted Garden (1980)

En collaboration avec le groupe Ship of Fools
- Ship of Fools (1988)

### Collaborations
En collaboration avec Dorris Henderson
- There You Go (1965)
- Watch the Stars (1967)

En collaboration avec Stefan Grossman
- Live In (1978)
- John Renbourn and Stefan Grossman (1978)
- Keeper of the Vine (1982)
- The Three Kingdoms (1986)
- Snap a Little Owl (1997)

En collaboration avec Bert Jansch
- Bert and John (1966)
- After The Dance (1992)

Avec Bert Jansch et Conundrum
- Thirteen Down (1979)

### Participations
- Sophisticated Beggar de Roy Harper (1966) - Avec Bert Jansch.
- David Bowie de David Bowie (1967)
- Right Now de Wizz Jones (1972)
- Head in the Clouds de John James (1975)
- Descriptive Guitar Instrumentals de John James (1976)
- In Concert de John James (1978)
- Scream for Help de John Paul Jones (1985)
- Royal Festival Hall Live – June 10th 2001 de Roy Harper (2001)

### Compilations
- The Essential Collection Vol 1: The Soho Years (1986)
- The Essential Collection Vol 2: The Moon Shines Bright (1987)
- Essential John Renbourn (1992)
- Collection (1995)
- Definitive Transatlantic Collection (1998)

### Albums Live
- Live in America (1981) - The John Renbourn Group
- Live ... In Concert (1984) - John Renbourn et Stefan Grossman.

### En DVD
- Rare Performances 1965 - 1995 (2004)
- In Concert (2004)